# 평촌 아크로타워
평촌 아크로타워(영어: Pyeongchon Acro Tower)은 대한민국 경기도 안양시 동안구 관양동에 위치하고 있다.

## 갤러리

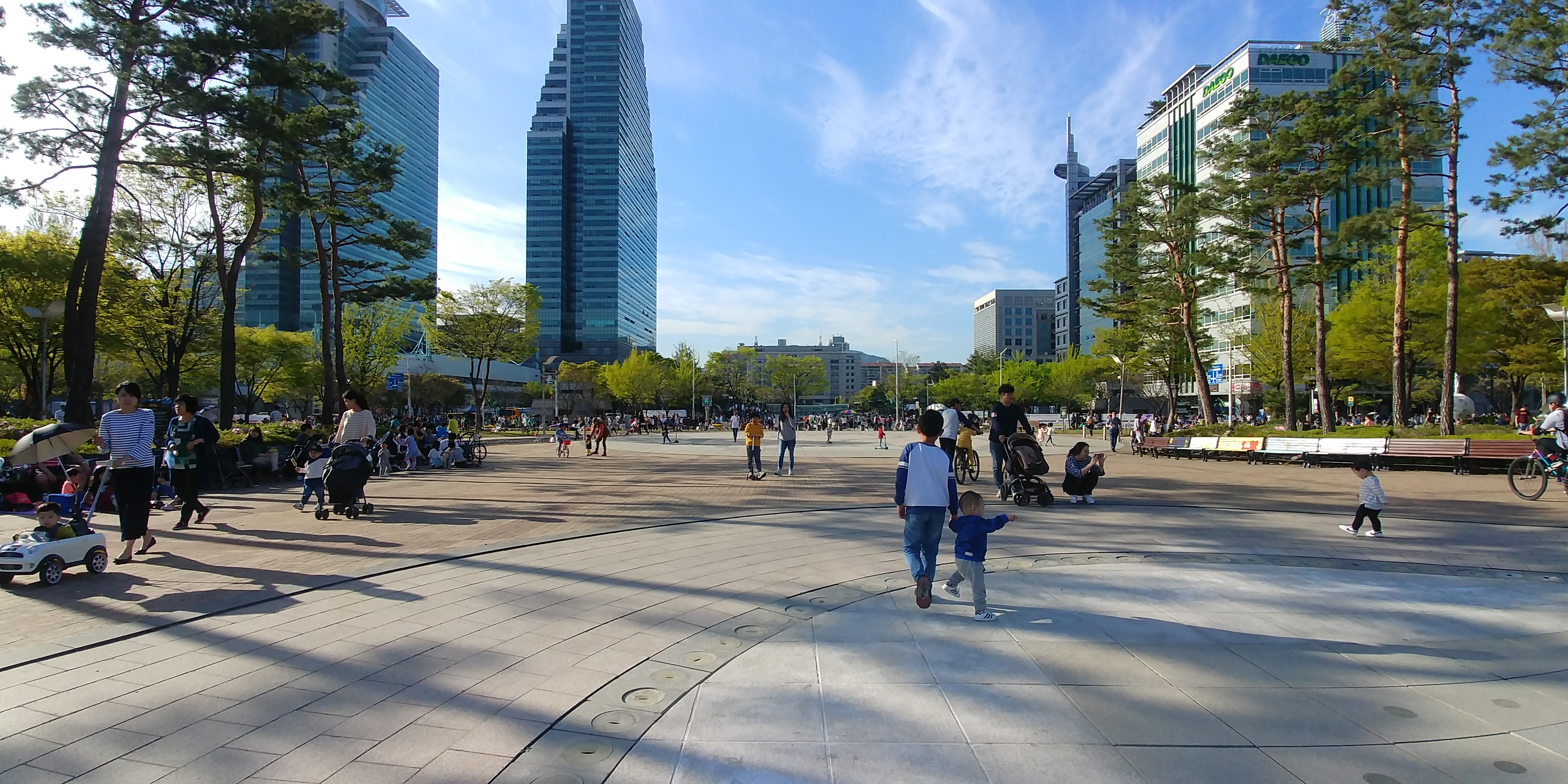
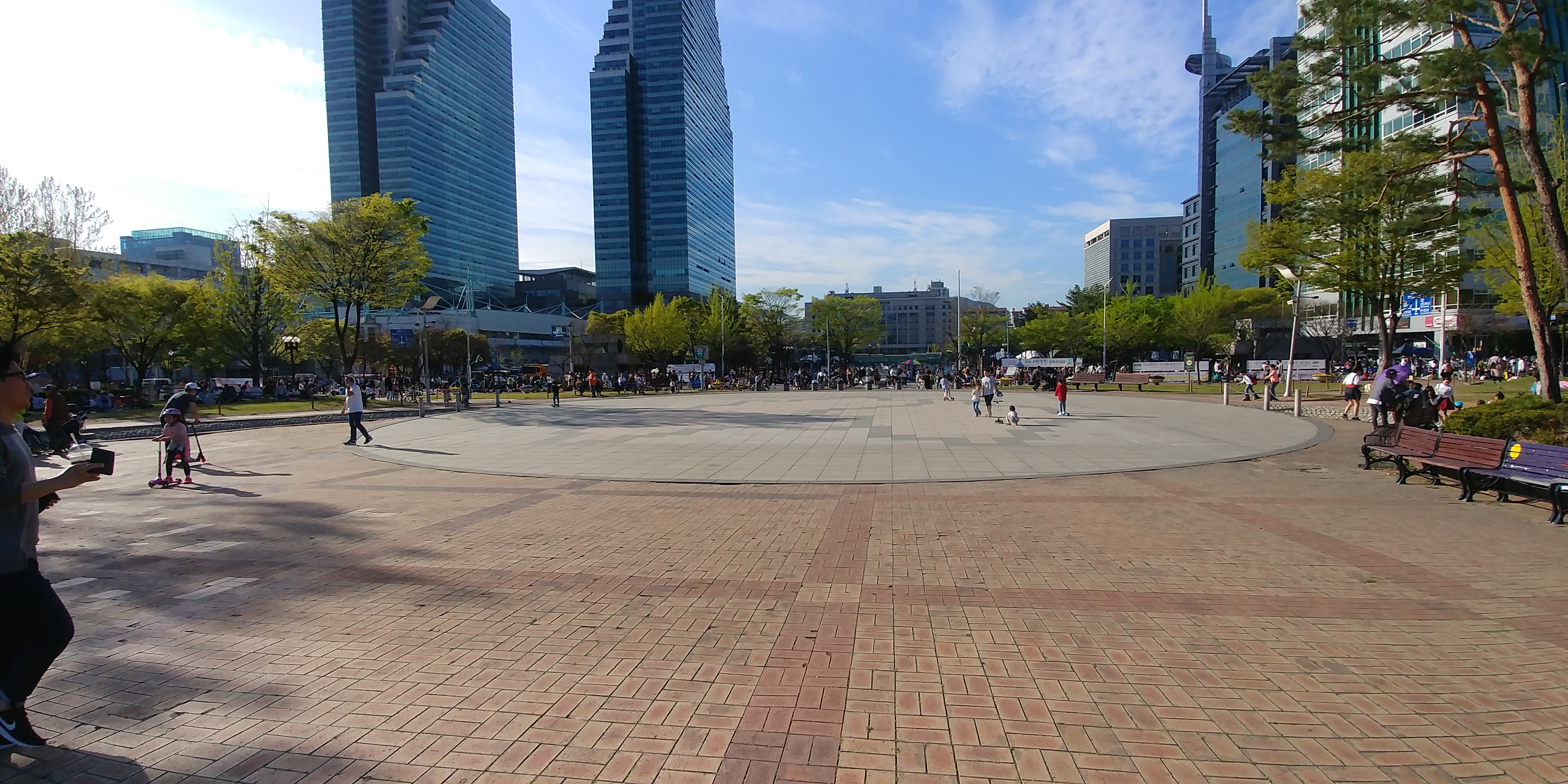

## 같이 보기
- 안양시의 마천루 목록